# Субинцизия

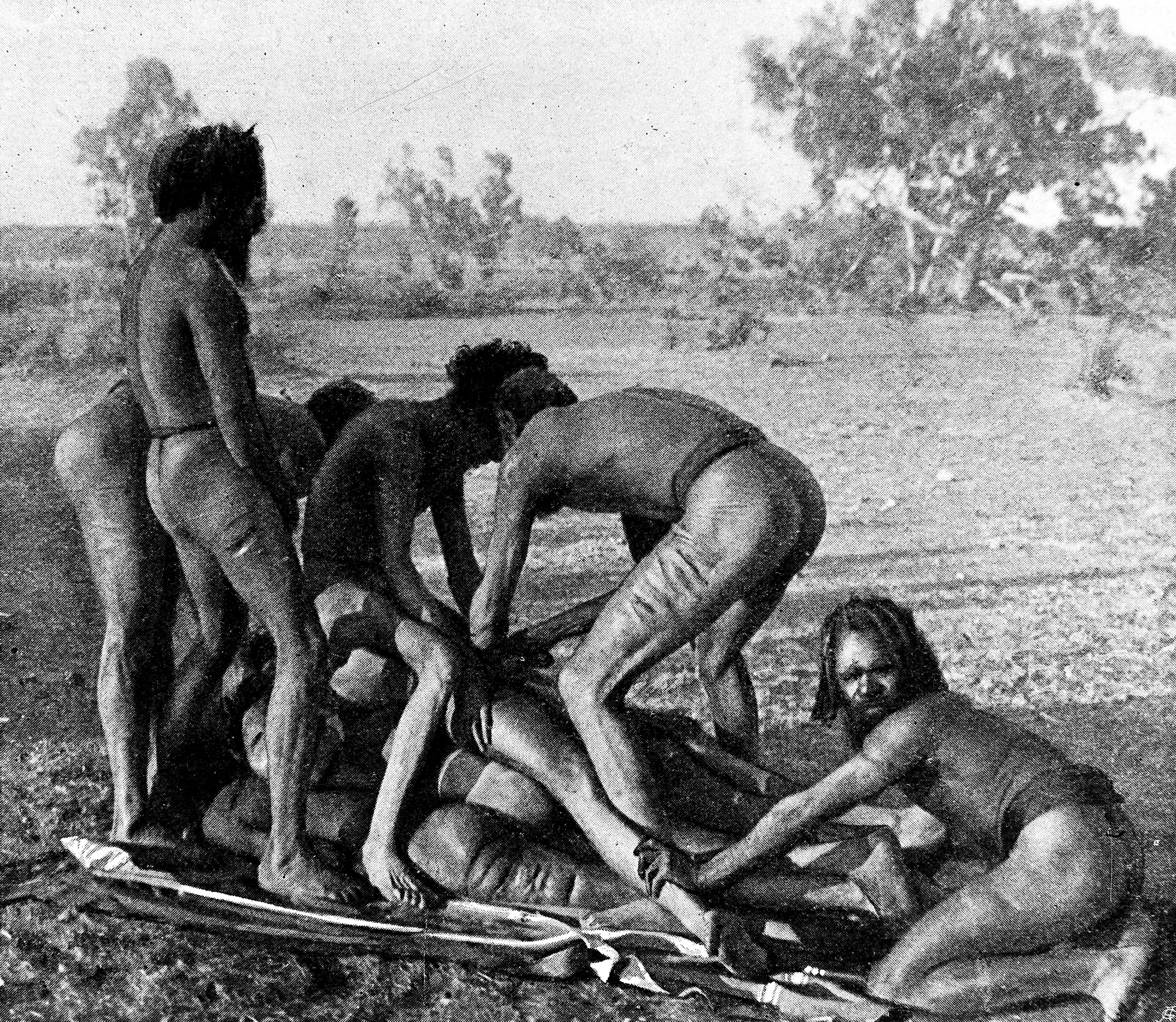
Субинцизия, Warrumanga Tribe, Central Australia

Субинцизия — хирургическая операция рассечения задней стенки губчатой части уретры, то есть создание продольного разреза на нижней части пениса с нарушением целостности мочеиспускательного канала. Обычно производится в ритуальных целях или целях телесной модификации. В медицинских же целях субинцизия применяется крайне редко в экстренных случаях, когда невозможно введение катетера из-за стриктуры уретры (обычно в таких случаях проводят уретротомию).

## Ритуальная субинцизия
Ритуальная субинцизия довольно широко распространена среди племён Австралии и Океании. Считается, что субинцизия является подражанием женским половым органам. Мэри Дуглас выдвинула другое предположение, что субинцизия призвана символизировать деление племени на две половины.
Супруги Берндт приводят миф, принадлежащий племенам из Улдеа, который толкует субинцизию чисто «терапевтически»: мифический предок почувствовал зуд в уретре и поэтому сделал соответствующий надрез.
Существует также традиция периодического обновления разреза с целью получения крови для ритуальных целей. Это явление получило название «мужской менструации».
Миклухо-Маклай сообщает, что одной из целей этой операции, возможно, является ограничение рождаемости, так как при этой операции семя изливается вне влагалища. При этом для целей продолжения рода в племени существуют в небольшом числе (порядка 1 %) специально отобранные мужчины, не подвергавшиеся этой операции. По другим данным, приведённым там же, некоторые из «искусственных гипоспадов» всё же имели потомство.
Частичное разрезание уретры в её дистальной части, производимое туземцами северо-западного побережья Австралии, производится, возможно, для усиления сладострастия.
Мужчины, подвергнутые операции субинцизии (или операции мика), вынуждены мочиться сидя, предварительно приподняв половой член. Невозбуждённый член после такой операции сильно сокращается в длине и имеет вид «большой древесной почки».
Этот обряд рассматривается как второй после обрезания обряд инициации в возрасте около 18 лет, после которого молодые мужчины могли жениться (но имели проблемы с воспроизводством).
Операции производились острым осколком кремня или раковины.

## Телесная модификация
Существует несколько причин, по которым люди прибегают к субинцизии:
- Для повышения чувствительности — считается, что нервные окончания на стенках уретры более чувствительные.
- Ради партнёра — пенис становится шире и более структурированным.
- Из эстетических или фетишистских соображений.
- Из философских соображений — пенис лишается функции мочеиспускания и остаётся лишь органом получения удовольствия.